# أنطونيو فرنانديز
أنطونيو فرنانديز (بالإسبانية: Antonio Fernández) هو منافس ألعاب قوى إسباني، ولد في 1948.

## وصلات خارجية
- أنطونيو فرنانديز على موقع أوليمبيديا (الإنجليزية)